# Domenico Arezzo
Domenico Arezzo, detto Mimmo (Ragusa, 29 agosto 1948), è un politico italiano.

## Biografia
Di professione avvocato, già consigliere comunale a Ragusa con il Movimento Sociale Italiano, fu assessore e vicepresidente della Provincia di Ragusa dal 1994 al 1998.
Passato ad Alleanza Nazionale, venne eletto sindaco di Ragusa alle comunali del 1998, avendo la meglio al ballottaggio sul candidato del centro-sinistra e sindaco uscente Giorgio Chessari. Ricandidato per un secondo mandato nel 2003, fu sconfitto al secondo turno da Antonino Solarino.
Giudice della Commissione tributaria regionale di Catania, è appassionato di storia locale e ha pubblicato nel 2018 il volume Una folgore tra le tenebre. Il medioevo normanno in Sicilia.